# Mirabeau (couraçado)
O Mirabeau foi um couraçado pré-dreadnought operado pela Marinha Nacional Francesa e a quinta embarcação da Classe Danton, depois do Danton, Condorcet, Diderot e Voltaire, e seguido pelo Vergniaud. Sua construção começou em maio de 1908 no Arsenal de Lorient e foi lançado em outubro de do ano seguinte, sendo comissionado em agosto de 1911. Era armado com quatro canhões de 305 milímetros montados em duas torres de artilharia duplas, tinha um deslocamento de mais de dezoito mil toneladas e conseguia alcançar uma velocidade máxima de dezenove nós.
O Mirabeau teve uma carreira tranquila em tempos de paz, com suas principais atividades consistindo em exercícios de rotina. A Primeira Guerra Mundial começou em 1914 e o navio tentou, sem sucesso, encontrar os cruzadores alemães SMS Goeben e SMS Breslau. Depois disso foi designado para o Mar Adriático a fim de conter a Marinha Austro-Húngara, com sua principal ação tendo sido a Batalha de Antivari. Em 1916 foi enviado para a Grécia a fim de pressionar o governo grego a entrar na guerra do lado dos Aliados, permanecendo no local até quase o fim do conflito em 1918.
Ao final guerra o navio brevemente participou da Ocupação de Constantinopla e em 1919 foi transferido para o Mar Negro durante a intervenção dos Aliados na Guerra Civil Russa. O Mirabeau encalhou em fevereiro de 1919 no litoral da Crimeia, precisando ter vários equipamentos removidos para que pudesse ser reflutuado. Ele conseguiu ser levado de volta para a França em julho, porém foi tirado do serviço no mês seguinte e vendido para companhia de desmontagem como compensação pelo salvamento do Liberté. O que restou do navio foi desmontado na Itália em 1922.

## Design e descrição
Embora os os navios da classe Danton tenham sido uma melhoria significativa em relação à classe anterior, eles foram superados pelo advento do dreadnought bem antes de serem concluídos. O Mirabeau tinha 146,6 metros de comprimento total e tinha uma boca de 25,8 metros e um calado de 8,44 metros. Ele deslocava 18 754 toneladas com carga normal e tinha uma tripulação de 25 oficiais e 831 soldados. Enquanto serviu como capitânia, sua tripulação contava com 31 oficiais e 886 soldados. O navio era movido por quatro turbinas a vapor Parsons, cada uma acionando um eixo de hélice usando vapor gerado por vinte e seis caldeiras Belleville. As turbinas foram avaliadas em 16 800 kW e foram projetadas para fornecer uma velocidade máxima de 19,25 nós (35,65 quilômetros por hora). O Mirabeau excedeu ligeiramente esse número quando atingiu uma velocidade máxima de 19, 8 nós (36,5 quilômetros por hora) em seus testes no mar. O navio transportava carvão suficiente para lhe dar um alcance de 3 500 milhas náuticas (6 500 quilômetros) a uma velocidade de 10 nós (19 quilômetros por hora).
A bateria principal dos Dantons consistia em quatro canhões de 305 milímetros/45 Modèle 1906 montados em duas torres de canhões gêmeas, uma na proa e uma na popa. A bateria secundária consistia em doze canhões de 240 milímetros/50 Modèle 1902 em torres duplas, três de cada lado do navio. Vários canhões menores foram transportados para defesa contra torpedeiros. Entre eles estavam dezesseis canhões L/65 de 75 milímetros e dez canhões de 47 milímetros. O navio também estava armado com dois tubos de torpedos de 450 milímetros. O cinturão principal do navio era de 270 milímetros de espessura e a bateria principal era protegida por até 300 milímetros de armadura. A torre de comando também tinha 300 milímetros de espessura nas laterais.

### Modificações de guerra
As quatro posições de canhões de 75 milímetros na popa eram muito propensas a inundações em qualquer condição que não fosse o tempo calmo e foram removidas dos Dantons em 1915-1917; suas canhoneiras foram revestidas para impedir a inundação. Os quatro canhões de 47 milímetros na superestrutura traseira foram transferidos para outros navios em algum momento durante a guerra. Os da superestrutura dianteira receberam montagens de alto ângulo e foram reposicionados para servir melhor como canhões antiaéreos.

## Construção e carreira

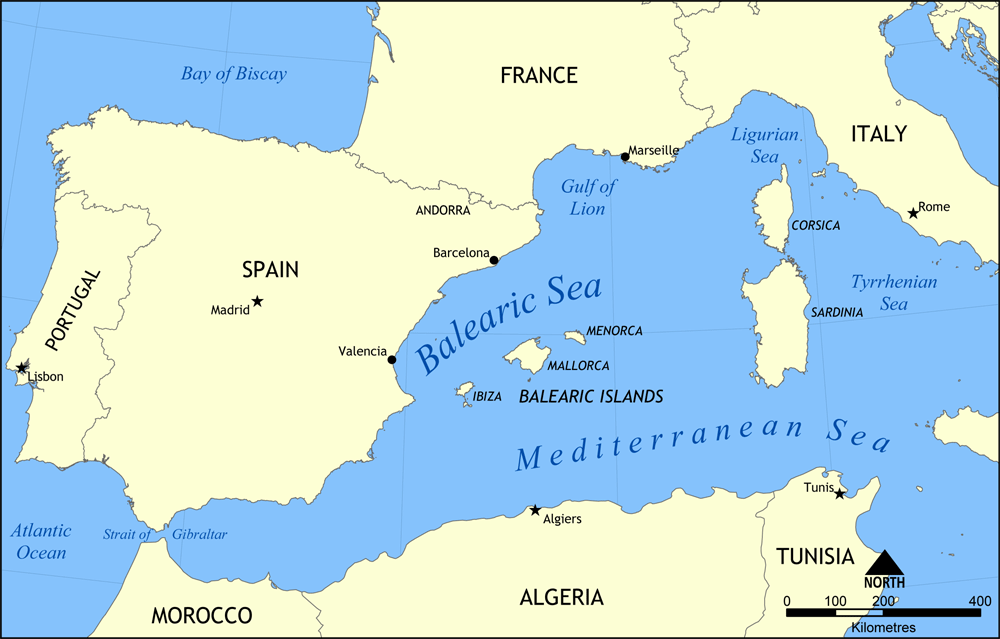
Mapa do Mediterrâneo Ocidental, onde o Mirabeau passou a maior parte de sua carreira em tempos de paz

Encomendado como parte da segunda parcela da lei naval de 1900 que autorizou um total de 19 couraçados até 1919, o Mirabeau foi nomeado em homenagem a Honoré Riqueti, conde de Mirabeau, um dos primeiros líderes da Revolução Francesa. A construção do navio começou em 8 de maio de 1906 no Arsenal de Lorient e foi batido em 4 de maio de 1908. O Mirabeau foi lançado em 28 de outubro de 1909 e foi concluído em 1 de agosto de 1911. Ao chegar a Toulon em 15 de agosto, o navio tornou-se o carro-chefe do Contra-Almirante Dominique-Marie Gauchet, comandante da Esquadra do Mediterrâneo Segunda Divisão do Primeiro Esquadrão de Batalha. Juntamente com quatro de seus navios-irmãos, participou numa grande revisão naval realizada pelo Presidente da França, Armand Fallières, ao largo do Cabo Brun, a 4 de Setembro e depois na visita do Ministro da Marinha, Théophile Delcassé, a 8 de Setembro.
Em meados de abril de 1912, o Primeiro Esquadrão de Batalha recebeu três cruzadores blindados britânicos em Golfe-Juan enquanto seu comandante, o Contra-Almirante Edward Gamble, inaugurava monumentos ao Rei Eduardo VII e sua mãe, a Rainha Vitória, em Cannes. O Mirabeau participou das manobras de julho no Mediterrâneo Ocidental e do exercício simulando um bloqueio de Ajaccio, na Córsega, em novembro. Em 3 de março de 1913, o Primeiro Esquadrão de Batalha conduziu treinamento de artilharia nas Îles d'Hyères com o Primeiro Lorde do Almirantado, Winston Churchill, observando. O navio participou de manobras combinadas da frota entre a Provença e a Tunísia Francesa em maio-junho e da subsequente revisão naval conduzida pelo Presidente do Conselho, Raymond Poincaré, em 7 de junho. O contra-almirante Marie-Jean-Lucien Lacaze substituiu Gauchet em 16 de agosto e o Mirabeau juntou-se ao seu esquadrão na sua viagem pelo Mediterrâneo Oriental em outubro-dezembro, fazendo visitas a portos no Egito, Síria e Grécia.
Lacaze mudou sua bandeira para o Voltaire em 12 de março de 1914 e o navio teve que se retirar brevemente dos exercícios da grande frota em 13 de maio devido a problemas no motor. À medida que as tensões aumentavam durante a Crise de Julho, o Mirabeau e os outros navios do Primeiro Esquadrão de Batalha recolheram sua munição de treino e trocaram por novos lotes de propelente a partir de 27 de julho. Eles recuaram quatro dias depois e a Marine Nationale  quando a Marine Nationale se mobilizou em 2 de agosto.

### Primeira Guerra Mundial
Antes de os franceses declararem guerra ao Império Alemão na manhã de 4 de agosto, o vice-almirante Augustin Boué de Lapeyrère, comandante da 1.ª Armada Naval, como o Esquadrão do Mediterrâneo foi renomeado em 1913, ordenou que a maioria de seus navios se concentrassem na costa da Argélia para escoltar comboios de tropas para a França Metropolitana e bloquear a navegação alemã no Mediterrâneo. Apesar desta implantação, o cruzador de batalha alemão SMS Goeben e o cruzador rápido SMS Breslau conseguiram bombardear Bône e Philippeville em 4 de agosto. Apesar dos problemas de maquinaria do Mirabeau que limitaram o 1º Esquadrão de Batalha a uma velocidade de 15 nós (28 quilômetros por hora), o esquadrão provavelmente teria interceptado os navios alemães mais tarde naquela manhã se seu comandante, o vice-almirante Paul Chocheprat, não tivesse ordenado uma curva para o oeste. O Mirabeau passou o resto do mês em reparos. Além de várias incursões sem incidentes no Adriático, os navios capitais franceses passaram a maior parte do tempo navegando entre as costas neutras grega e italiana para impedir que a frota austro-húngara tentasse sair do Adriático. O torpedeamento do encouraçado Jean Bart em 21 de dezembro pelo submarino austro-húngaro U-12 mostrou que os encouraçados eram vulneráveis a essa ameaça, e eles foram retirados para passar o resto do mês mais ao sul, em um ancoradouro na Baía de Navarino.
Em 11 de janeiro de 1915, os franceses foram alertados de que a frota austro-húngara partiria de sua base em Pola, então a Armada Naval navegou para o norte, até a costa albanesa. Era um alarme falso com a frota retornando ao ancoradouro três dias depois. Enquanto isso, os navios patrulhavam o Mar Jônico. A declaração de guerra à Áustria-Hungria pela Itália em 23 de maio e a decisão italiana de assumir a responsabilidade pelas operações navais no Adriático permitiram que a Marinha Francesa se retirasse para Malta ou Bizerta, na Tunísia, para cobrir a Barragem de Otranto. O Mirabeau estava em Malta em 30 de junho quando um torpedo explodiu em um armazém próximo. O navio sofreu apenas danos leves, mas dois homens da sua tripulação foram mortos e onze ficaram feridos.

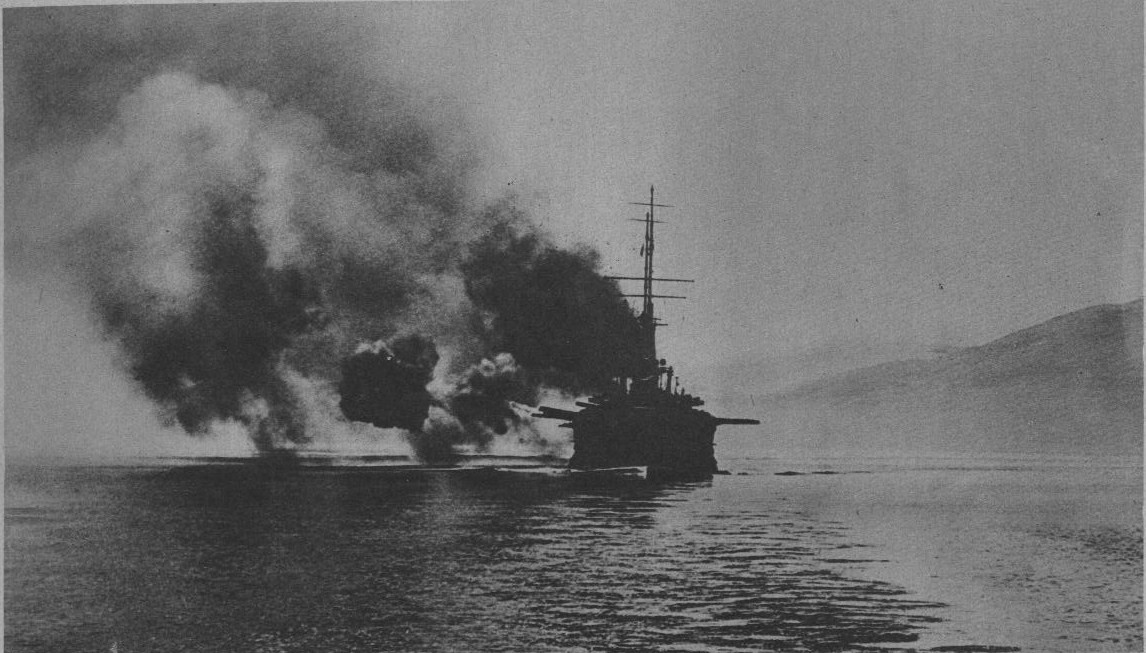
Mirabeau bombardeando Atenas, 1 de dezembro de 1916

Em novembro de 1916, ele transportou grupos de desembarque de outros navios de sua divisão para Atenas. Em 1º de dezembro, esses grupos de desembarque participaram da tentativa dos Aliados de garantir a aquiescência grega às operações aliadas na Macedônia. A resistência grega à ação dos Aliados terminou depois que o Mirabeau disparou quatro tiros de seu armamento principal na cidade, um dos quais caiu perto do Palácio Real. Depois, ele passou 1917 baseado em Corfu ou em Mudros para impedir que o Goeben, nessa época transferido para o Império Otomano e renomeado Yavuz Sultan Selim, invadisse o Mediterrâneo. Em agosto, o navio testou um balão embarcado, mas ele foi destruído por um raio em 31 de outubro. Em abril de 1918, o Mirabeau acompanhou seus irmãos Diderot e Vergniaud a Mudros, onde permaneceram pelo resto da guerra. A 1.ª Armada Naval foi reorganizada em 1º de julho e a maioria dos navios da classe Danton foram designados para o Segundo Esquadrão com Mirabeau fazendo parte da Primeira Divisão do esquadrão.

### Pós-guerra

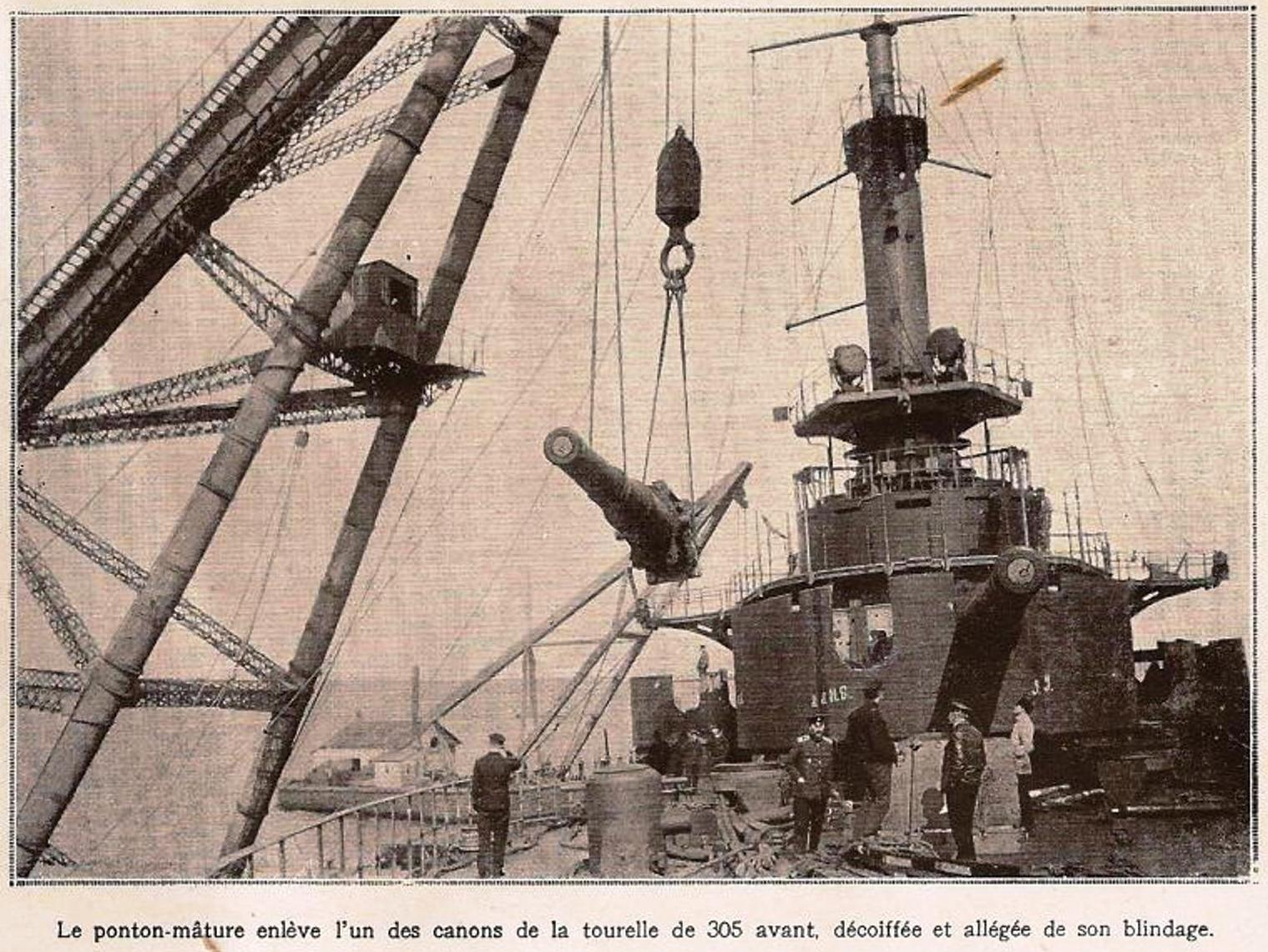
Um dos canhões principais do navio sendo reinstalado em Sebastopol em 1919

Após o Armistício de Mudros ser assinado em 30 de outubro entre os Aliados e o Império Otomano, o navio participou do estágio inicial da ocupação de Constantinopla, começando em 12 de novembro. Em 8 de dezembro, o Mirabeau já estava destacado no Mar Negro para apoiar as forças russas brancas em Sebastopol e dissuadir as forças soviéticas que avançavam sobre a cidade durante a Guerra Civil Russa. O Mirabeau encalhou durante uma tempestade de neve em 18 de fevereiro de 1919 na costa da Crimeia. Ele não pôde ser reflutuado até que 6 mil toneladas de carga fossem removidas. Para esse fim, seus canhões, a blindagem da torre, a maioria de suas caldeiras, carvão, munição e a camada superior do cinturão blindado foram removidos. Após várias semanas de esforços, o navio foi reflutuado em 6 de abril e rebocado pelo cruzador russo Kagul e o rebocador Thermomore para uma doca seca em Sebastopol para reparar quaisquer danos e reinstalar seu equipamento. Este processo começou em 12 de abril, mas o Mirabeau foi reflutuado três dias depois, quando foram recebidas notícias do avanço do Exército Vermelho sobre a cidade. Somente suas armas, munição e parte de sua blindagem foram substituídas quando a cidade foi evacuada pelos Aliados em 5 de maio. Ele foi rebocado para Constantinopla pelo encouraçado Justice e cinco rebocadores, onde permaneceu de 7 a 15 de maio. O Justice então retomou o reboque e eles chegaram a Toulon no dia 24. Após uma inspeção do navio em doca seca, o Mirabeau foi declarado como danificado em 22 de agosto e entregue como compensação à empresa que resgatou o encouraçado pré-dreadnought Liberté. Seu casco foi rebocado para Savona, Itália, para ser desmantelado em 28 de abril de 1922.